# جهاد العمارين
جهاد العمارين. قائد ومؤسس كتائب شهداء الأقصى. ولد في حي الزيتون شرق مدينة غزة مقر سكناه ومسقط رأسه بتاريخ 1956/11/2 وقد استشهد الشهيد القائد جهاد العمارين مخضباً بدمائه الطاهرة يوم الخميس الموافق 2002/7/4 م عن عمر يناهز 47عاماً بوضع عبوة ناسفة في كرسي قيادة سيارته حيث أدى الانفجار لاستشهاد القائد/ جهاد العمارين أبو رمزي ومرافقه ابن أخته ومساعده القائد وائل جواد النمرة(أبو بشار).